# Oliver Cromwell
Oliver Cromwell (Huntingdon, 25. travnja 1599. – London, 3. rujna 1658.), engleski državnik. Vodio oružane snage parlamenta do pobjede u Engleskom građanskom ratu. Iznimno uspješan vojskovođa ali i iznimno omražen političar.

### Prije građanskog rata
Rođen je u Huntingdonu u Engleskoj, blizu Peterborougha. Obitelj mu je bila bogata i utjecajna. Studirao je u Sidney Sussex Collegu u Cambridgeu, ali ga nije završio zbog očeve smrti. 1628. je izabran u Parlament.
Tijekom 1630.-ih je postao zagriženi Puritanac. Puritanci su bili Protestanti koji su snažno vjerovali da ljudi mogu na lagane načine štovati Boga i da crkveni sustav može biti jednostavniji od onoga koji ima Engleska Crkva.

#### Politički uspon
Karlo I. je raspustio parlament 1629. Smatrao je da kraljevsko pravo na vladanje dolazi od Boga, a ne naroda. Nije ga smatrao potrebnim i nije ga sazvao do 1640. Borba za moć između kralja i parlamenta se nastavila i 1642. godine je izbio građanski rat. Cromwell je opet izabran u parlament 1640. i postaje glavni zapovjednik njihove vojske. Njegovi konjanici odigrali su odlučnu ulogu u velikoj pobjedi vojske parlamenta nad kraljevim pristašama (rojalistima) kod Marston Moora 1644. godine. Također je pobijedio ključnu bitku kod Nasebya 1645. godine. Kralj se predao 1646.
Pristaše parlamenta su se podijelile u dvije skupine. Prvi su bili Prezbiterci, a drugi Nezavisnici. Prezbiterci, koji su imali većinu u parlamentu, su htjeli da parlament i kralj podijele moć. Suprotno od toga, neki nezavisnici su htjeli stvaranje republikanske vlade koja se sastoji jedino od parlamenta. Cromwell je podržavao Nezavisnike i ugušio je pobunu kraljevih simpatizera. Ubrzo nakon toga, parlamentarna vojska je uhvatila Karla i maknula prezbiterijske članove iz parlamenta. Cromwell je bio vođa u kraljevu suđenju i smaknuću, te je kralj smaknut 1649. Kraljevstvo je dokinuto, a Engleska je postala republika pod nazivom Commonwealth ili Free State. Cromwell je pokorio Irsku i Škotsku i postigao uspjehe ratujući s Nizozemskom i Španjolskom.

#### Protektorat
Nesposobnost parlamenta da usvoji velike reforme je naljutilo Cromwella. Zbog toga je 1653. raspustio parlament i uništio Commonwealth. Njegovi generali su napravili dokumente kojima su Englesku pretvorili u Protektorat. On je proglašen doživotnim lordom-protektorom Engleske.
U svojoj državi je ograničio moć medija, zahtijevao stroge moralne standarde i uveo druge stroge mjere. Također je ojačao Englesku mornaricu i osvojio Irsku i Škotsku. Zanimljivost je da mu je parlament ponudio titulu kralja 1657., ali ju je on odbio. Umro je 1658.
Cromwell nije uspio ustaliti republikanski poredak dovoljno da bi sustav nadživio njegovu smrt. Sin i imenovani nasljednik Richard svrgnut je nakon samo devet mjeseci vladanja, a kraljevstvo je u Engleskoj obnovljeno godinu i pol nakon Oliverove smrti, povratkom prognanog kraljevića (sina umorenog kralja) kao novog vladara Karla II.